# موقد حطب

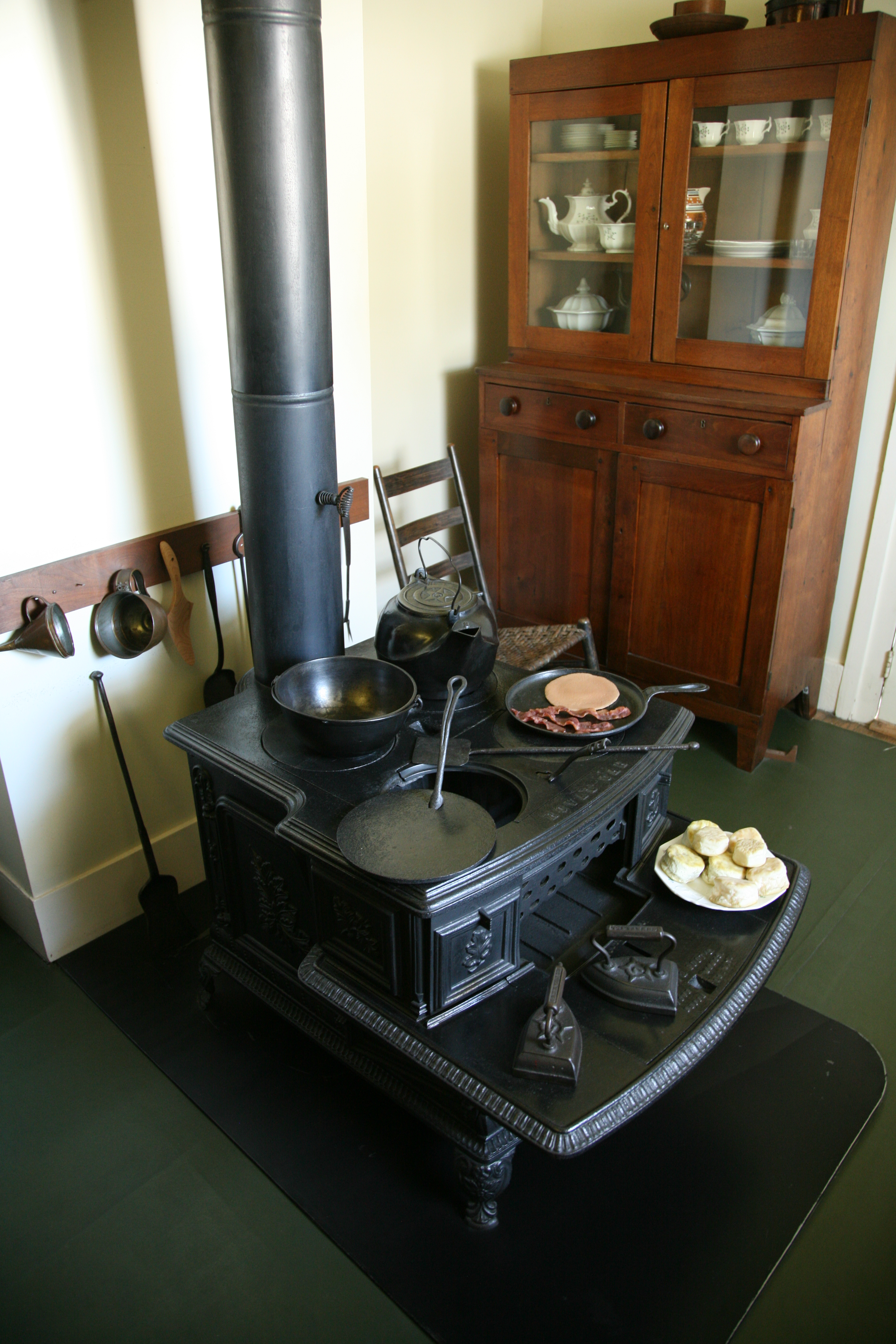
موقد الحطب كان يستخدم منذ القرن التاسع عشر الميلادي.

موقد الحطب ويسمى أيضًا موقد حرق الأخشب هو جهاز التدفئة قادرة على حرق الوقود الخشبي والمستمدة من الخشب وقود الكتلة الحيوية، مثل الكريات الخشب. عموما الجهاز يتكون من المعادن الصلبة (عادة حديد أو صلب يلقي) أغلقت حجرة النار، قاعدة من الطوب النار والتحكم في الهواء قابل للتعديل. وسيتم ربط الجهاز عن طريق التهوية أنابيب الموقد لمدخنة مناسبة أو المداخن، والتي سوف تملأ مع غازات الاحتراق الساخنة بمجرد اشتعال الوقود. يجب أن تكون المدخنة أو غازات المداخن أكثر سخونة من درجة الحرارة في الخارج لضمان استخلاص غازات الاحتراق من الغرفة النار وحتى المدخنة. صممت العديد من مواقد الحطب بحيث يمكن تحويلها إلى مواقد متعددة الوقود مع إضافة صر.

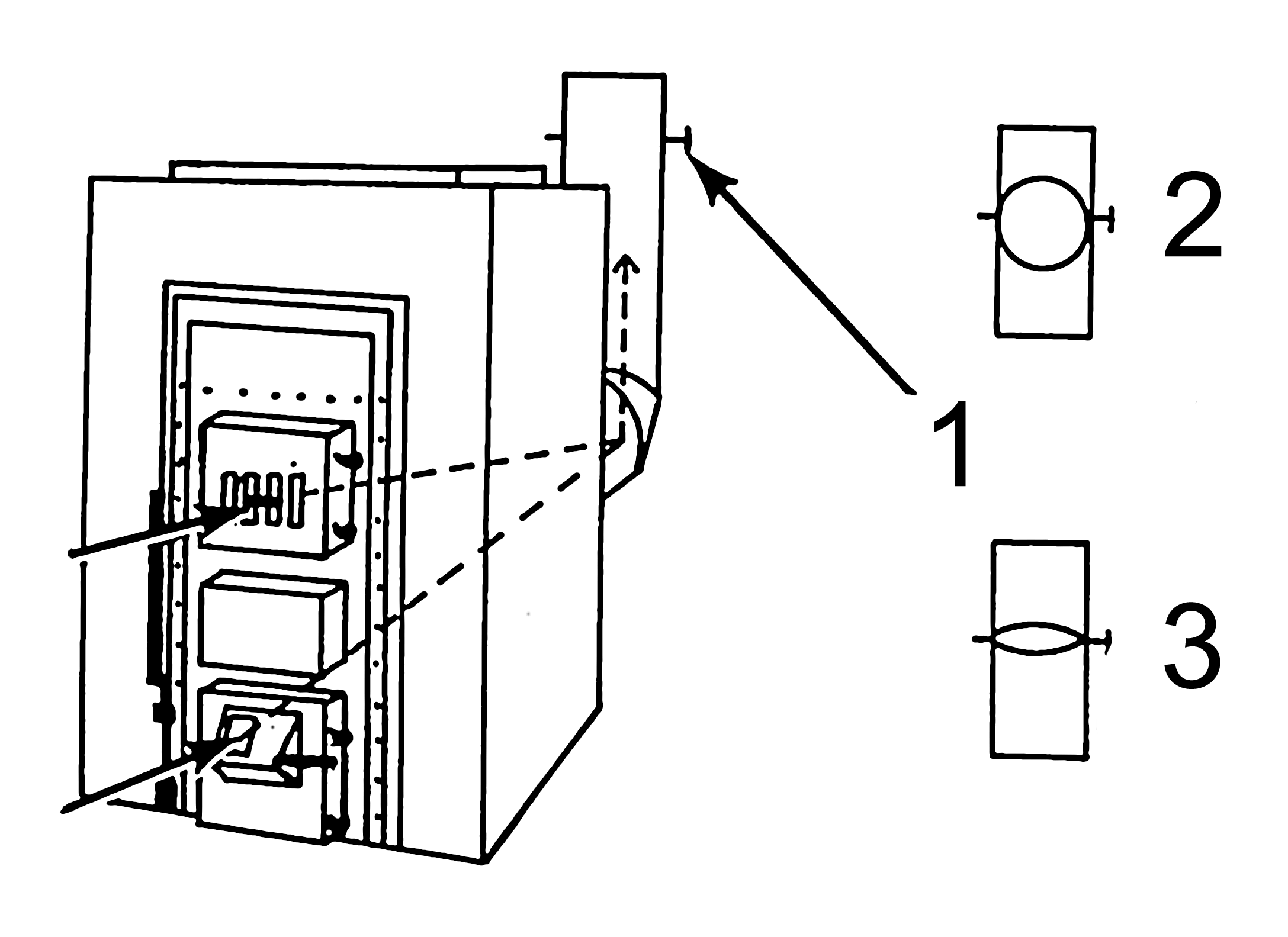
المثبط في المداخن موقد مدخنة (1) يتحكم العرض الجوي التي يجري وضعها مفتوحة (2) أو مغلقة(3).

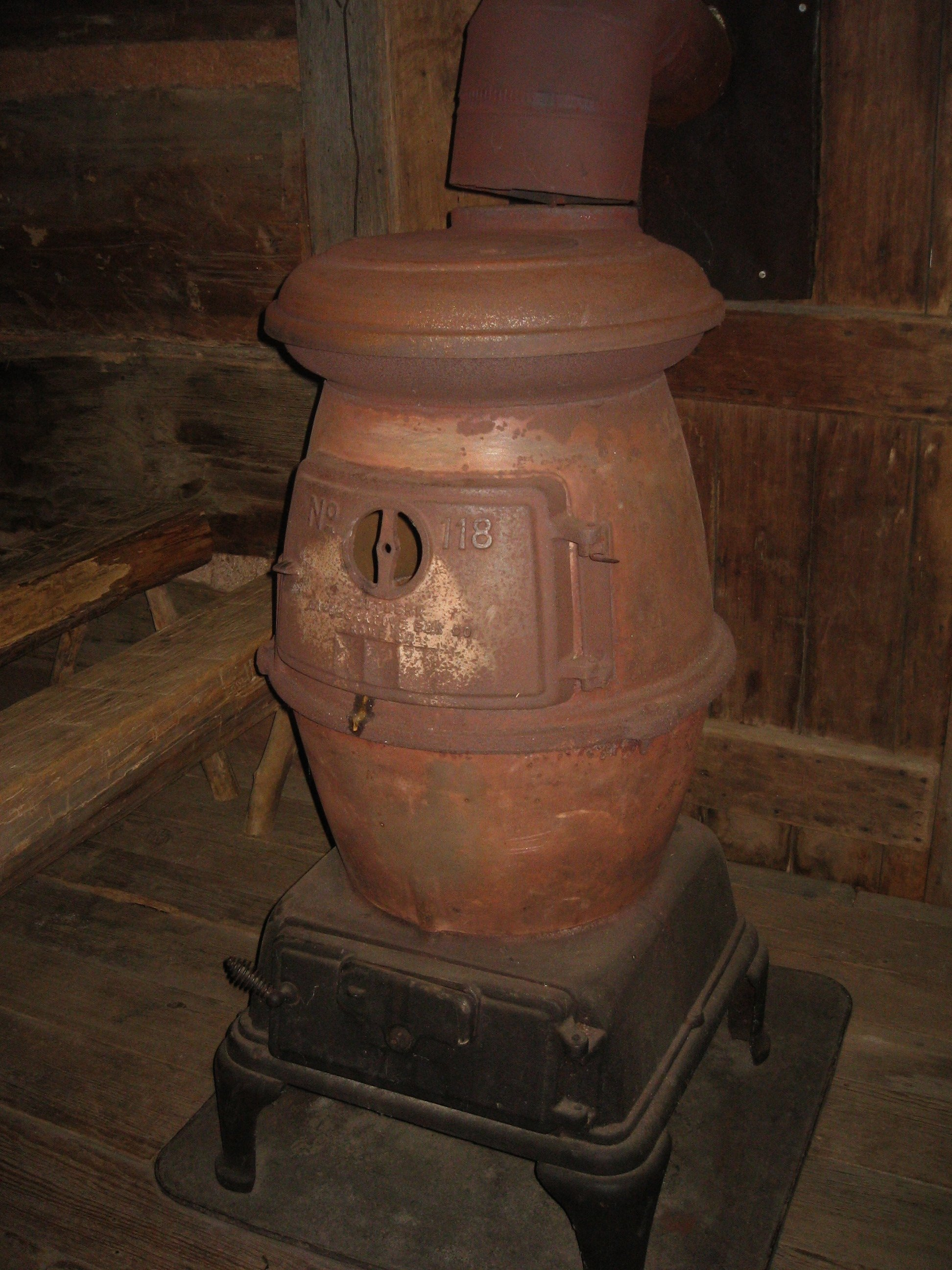
موقد الكرش في متحف أبالاتشيا.

## أمثلة

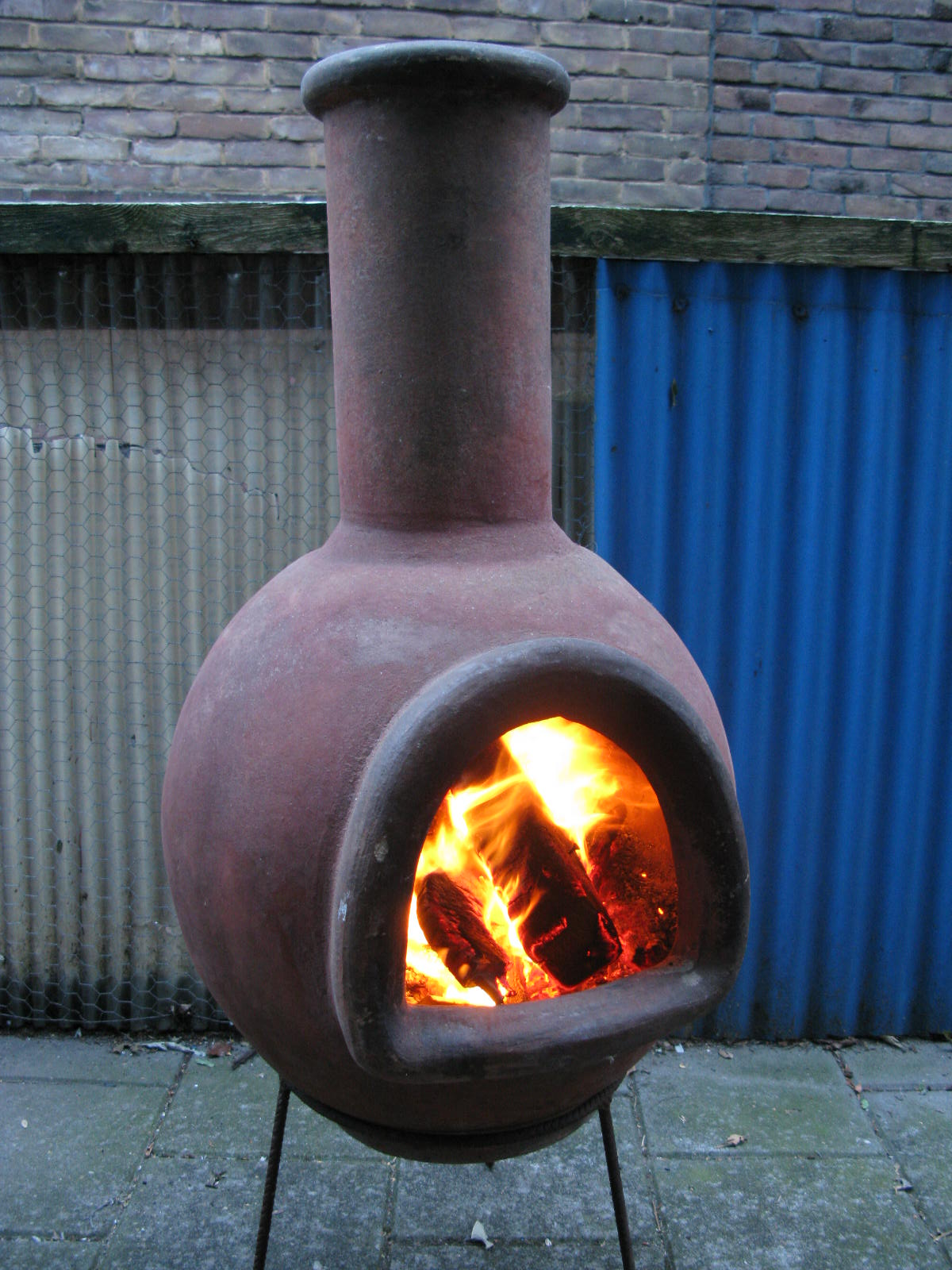
Chimenea، وحرق الأخشاب للتدفئة
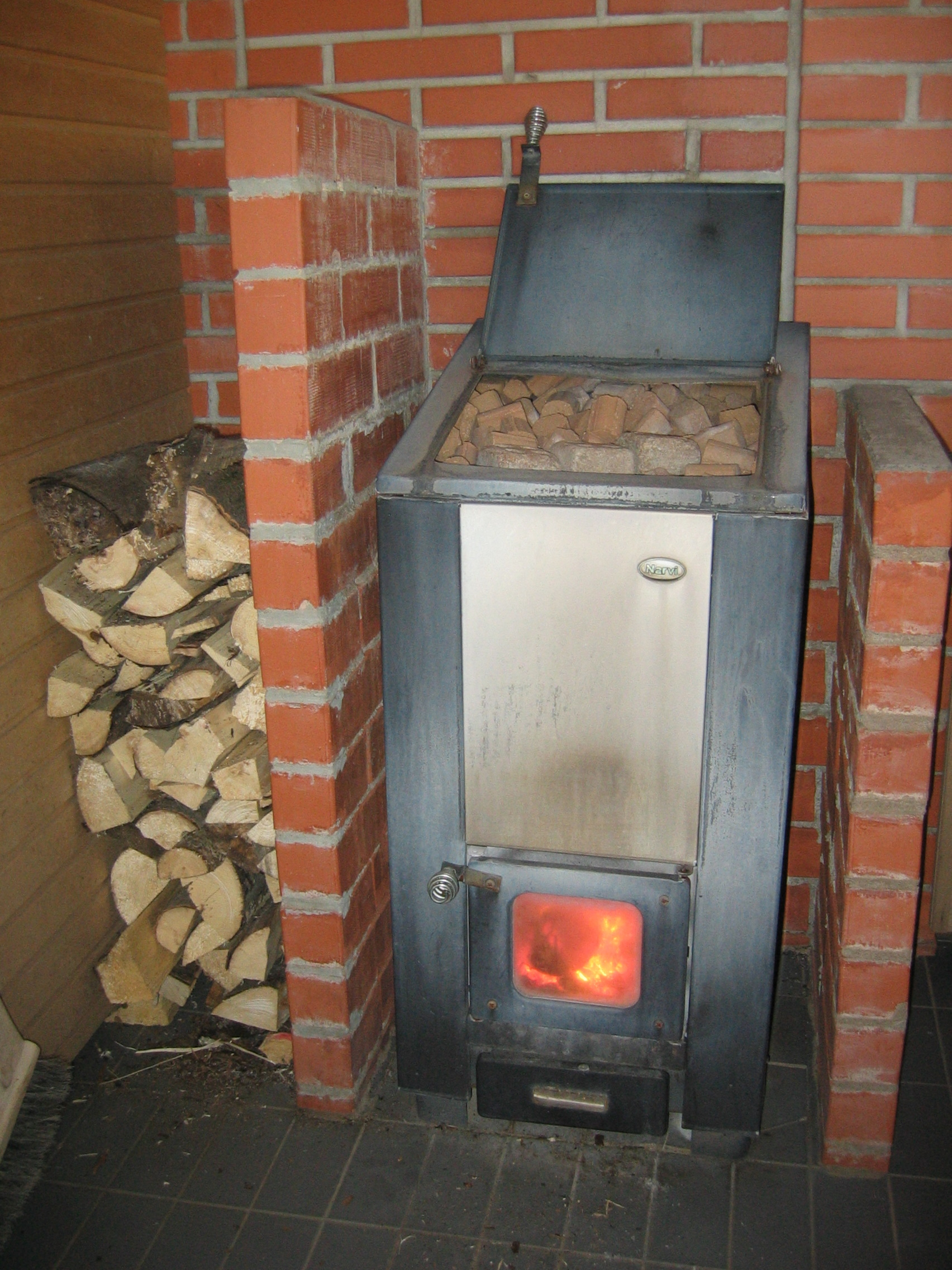
الخشب حرق ساونا موقد، فنلندا
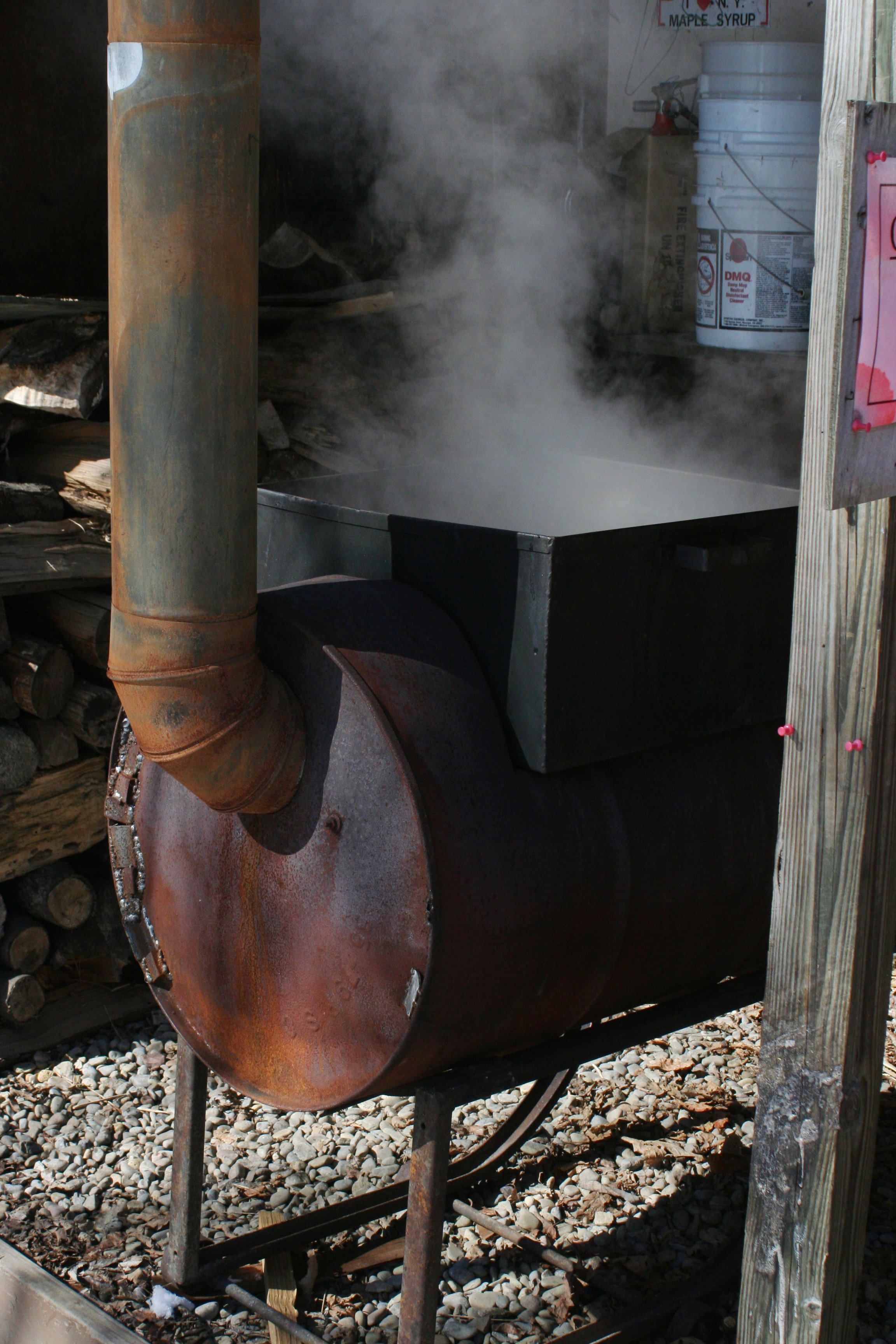
موقد الخشب استخدامها بوصفها "المبخر" في الهواء الطلق لإنتاج شراب القيقب، ولاية نيويورك
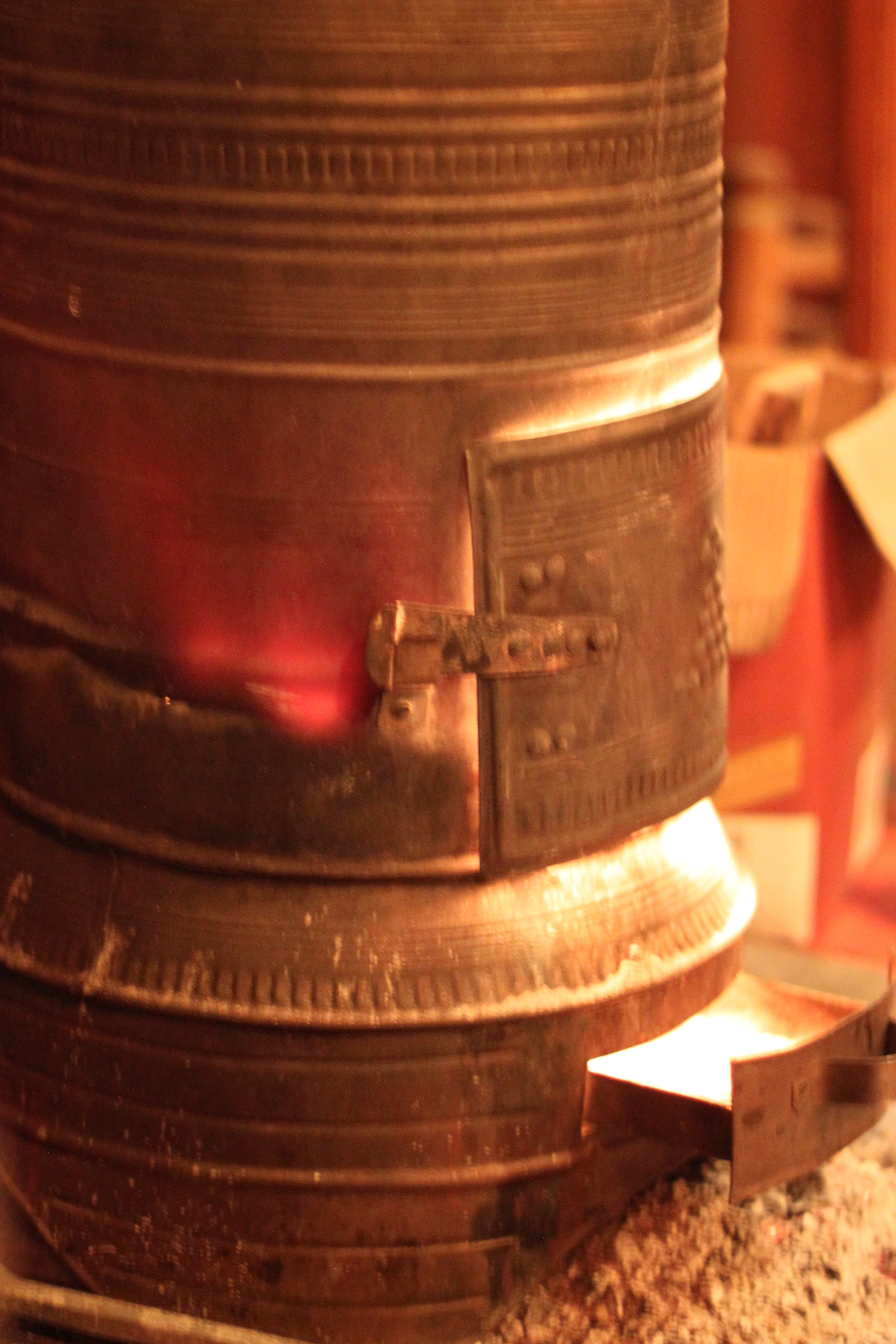
وعاء ذو بطن صغير موقد، كابول، أفغانستان
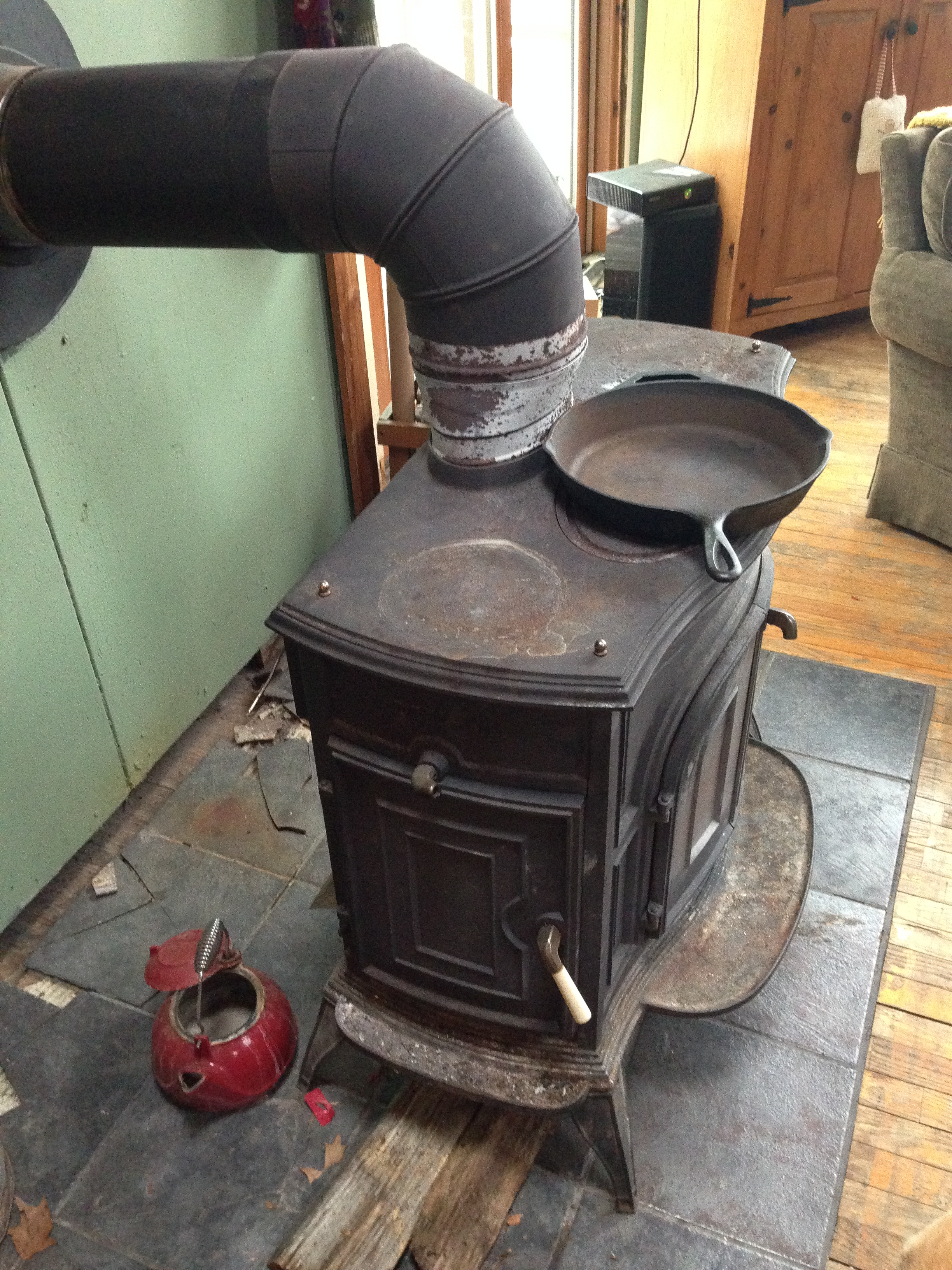
موقد في ماساتشوستس.